# Genesis (album)
Genesis je dvanácté studiové album anglické rockové skupiny Genesis, vydané v roce 1983.

## Seznam skladeb
Všechny skladby napsali Tony Banks/Phil Collins/Mike Rutherford.

### Strana 1
1. "Mama" (Lyrics: Collins) – 6:46
2. "That's All" (Lyrics: Collins) – 4:22
3. "Home by the Sea" (Lyrics: Banks) – 4:46
4. "Second Home by the Sea" (Lyrics: Banks) – 6:22

### Strana 2
1. "Illegal Alien" (Lyrics: Collins) – 5:12
2. "Taking It All Too Hard" (Lyrics: Rutherford) – 3:54
3. "Just a Job to Do" (Lyrics: Rutherford) – 4:44
4. "Silver Rainbow" (Lyrics: Banks) – 4:27
5. "It's Gonna Get Better" (Lyrics: Collins) – 5:00

## Sestava
- Phil Collins - zpěv
- Tony Banks - klávesy, zpěv
- Mike Rutherford - kytara, baskytara, bicí

&
- Daryl Stuermer - kytara, baskytara
- Chester Thompson - bicí, perkuse